# Östra Bergsjön

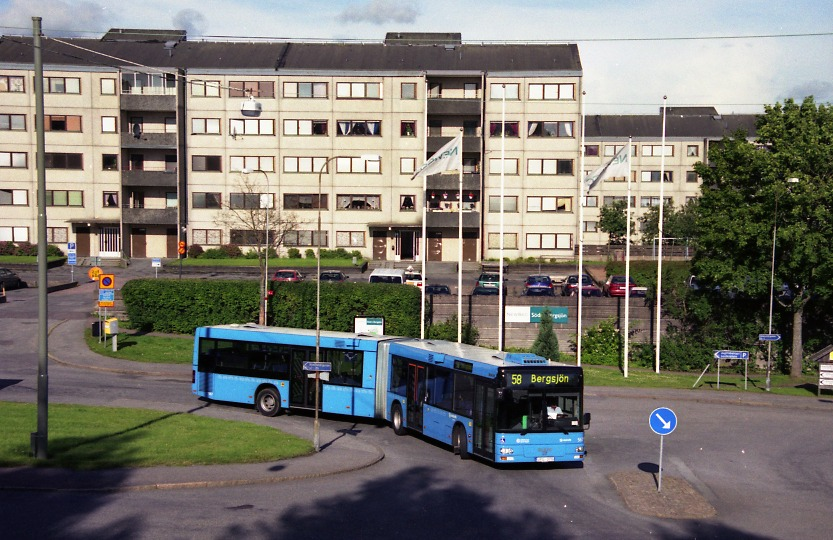
Atmosfärgatan i Östra Bergsjön

Östra Bergsjön är ett primärområde i stadsområde Nordost i Göteborgs kommun, beläget i stadsdelen Bergsjön i Göteborg. Stadsdelen är uppdelad i två primärområden: Östra och Västra Bergsjön.

## Nyckeltal

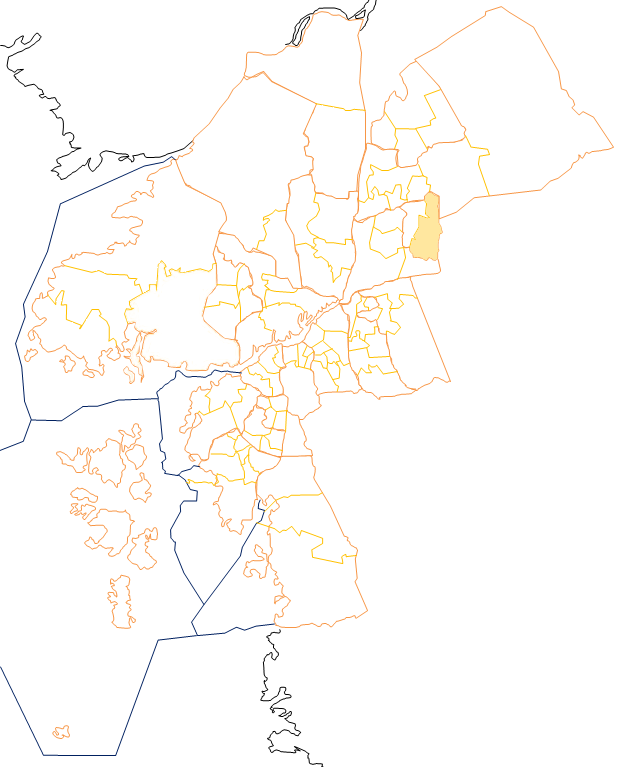
Östra Bergsjön

Nyckeltalen redovisar statistik som beskriver Göteborg och dess 96 delområden, primärområden, per den 31 december och kan användas för att jämföra de olika områdena. Nedan redovisas uppgifter för primärområdet och jämförelse görs mot uppgifterna för hela kommunen.
|                                                           | Östra Bergsjön | Hela Göteborg |
| --------------------------------------------------------- | -------------- | ------------- |
| Folkmängd                                                 | 10 160         | 587 549       |
| Befolkningsförändring 2020–2021                           | +89            | +4 493        |
| Andel födda i utlandet                                    | 63,3 %         | 28,3 %        |
| Andel utrikes födda eller med två utrikes födda föräldrar | 88,6 %         | 38,1 %        |
| Medelinkomst                                              | 193 000 kr     | 332 400 kr    |
| Arbetslöshet                                              | 17,6 %         | 6,6 %         |
| Antal ersatta dagar från F-kassan per person (16-64 år)   | 24,7           | 19,5          |
| Andel med eftergymnasial utbildning (minst 3 år)          | 16,1 %         | 37,9 %        |
| Andel bostäder byggda 1961–1970                           | 84,7 %         |               |
| Andel bostäder i allmännyttan                             | 44,3 %         | 25,9 %        |
| Antal färdigställda bostäder 2021                         | 39             |               |
| Andel bostäder i småhus                                   | 5,4 %          | 18,3 %        |

## Stadsområdes- och stadsdelsnämndstillhörighet
Primärområdet tillhörde fram till årsskiftet 2020/2021 stadsdelsnämndsområdet Östra Göteborg och ingår sedan den 1 januari 2021 i stadsområde Nordost.